# Вершина (Красноборський район)
Вершина (рос. Вершина) — присілок в Красноборському районі Архангельської області Російської Федерації.
Населення становить 80 осіб. Входить до складу муніципального утворення Бєлослудське сільське поселення.

## Історія
Від 2004 року входить до складу муніципального утворення Бєлослудське сільське поселення.

## Населення
| 2002 | 2010 |
| ---- | ---- |
| 138  | ↘80  |